# الیزابت گرت اندرسون
الیزابت گرت اندرسون (به انگلیسی: Elizabeth Garrett Anderson؛ ۹ ژوئن ۱۸۳۶ – ۱۷ دسامبر ۱۹۱۷) یک پزشک اهل انگلستان و از فعالان جنبش حقوق زنان موسوم به سافرجت بود. در تاریخ معاصر انگلیس از این زن به عنوان یکی از پرچمداران توجه به حقوق زنان و اهمیت پیشرفت آن‌ها در عرصه‌های مختلف علمی و آموزشی یاد می‌شود.
او دومین زن انگلیسی بود که واجد شرایط به عنوان پزشک و جراح در بریتانیا شد. از بنیان‌گذاران بیمارستانی بود که برای اولین بار توسط کارکنان زن اداره می‌شد. اولین زنی بود که رئیس یک دانشکده پزشکی شد. اولین دکتر طب زن در فرانسه، اولین زن در انگلیس که در هیئت مدیره مدرسه انتخاب شد و همچنین به عنوان شهردار ادلبورو، اولین شهردار زن و دادرس در بریتانیا بود. الیزابت گرت اندرسون به عنوان مادر پزشکی زنان در انگلیس شناخته می‌شود.

## زندگی
الیزابت در نهم ژوئن سال ۱۸۳۶ در وایت چاپل لندن و در خانواده‌ای به دنیا آمد که سابقه درخشانی در تحقیق و تولیدات علمی و همچنین جنبش‌های سیاسی داشتند. او دومین فرزند از دوازده فرزند نیوسن گرت (۱۸۱۲–۱۸۹۳) از لیستون سافک و همسرش لوییزا (۱۸۱۳–۱۹۰۳) موسوم به دونل از لندن بود.او همواره بر حق زنان بر استفاده از فرصت‌های عالی آموزشی و علمی تأکید داشت. الیزابت گرت اندرسون دستاوردهای خود را از طریق مبارزه‌ای سرسختانه به دست آورد شد. گرچه الیزابت در آزمون‌های ورودی دانشکده پزشکی پذیرفته شده بود، اما در حالی که او از تحصیل در دانشکده پزشکی منع شده بود، از طریق آموزگار خصوصی به مطالعه ادامه داد. او سال‌های ابتدایی کارش را به صورت خصوصی و به عنوان دستیار چند پزشک محلی طبابت کرد. هر چند سیستم مانع اخذ مدرک پزشکی برای زنان بود، گرت اندرسون یک راه گریز یافت و در امتحانات پزشکی بالاترین نمرات را کسب کرد.
او پس از الیزابت بلک‌ول دومین پزشک زن درجهان شناخته می‌شود. خواهر کوچکتر او میلسنت فاوست یکی از رهبران مبارزات قانون اساسی برای حق رأی زنان بود.
الیزابت گرت اندرسون سال ۱۸۶۵ میلادی پس از انجام آزمونی توسط انجمن پزشکان و داروسازان به عنوان پزشک تأیید شد و اجازه طبابت یافت. این رویدادی تاریخی و مهم در انگلیس آن دوران به‌شمار می‌رفت. اهمیت این اتفاق تا آنجا بود که تا ماه‌ها در محافل علمی اروپا از الیزابت گرت و موفقیت اخیرش صحبت می‌شد. نکته جالب توجه دربارهٔ زندگی شخصی و موفقیت‌های تاریخی الیزابت گرت، مخالفت‌های همیشگی پدرش در خصوص ورود وی به دنیای پزشکی بود، اما الیزابت که با گوش دادن به مقاله‌ای تحت عنوان «پزشکی به عنوان حرفه‌ای برای زنان» به وجد آمده بود، توانست با مخالفت‌های پدر کنار بیاید و راه مورد نظرش را ادامه دهد. او تنها زن کلاس خود در دانشکده به‌شمار می‌آمد و در عین حال این اجازه را نداشت که در همه اعمال جراحی آموزشی شرکت کند. با این حال در امتحانات پایان دوره رتبه نخست را کسب کرد. او که ورودش به دنیای پزشکی را با داروسازی آغاز کرده بود در سال ۱۸۶۶ و در لندن همیشه شلوغ و مه‌آلود آن سال‌ها داروخانه‌ای ویژه زنان و کودکان راه‌اندازی کرد و با توجه به شهرتی که داروخانه‌اش در چند سال بعد به دست آورد، سال ۱۸۷۲ به بیمارستانی جدید برای زنان و کودکان تبدیل شد. الیزابت گرت اندرسون به عنوان مادر پزشکی زنان در انگلیس شناخته می‌شود.

## نگارخانه

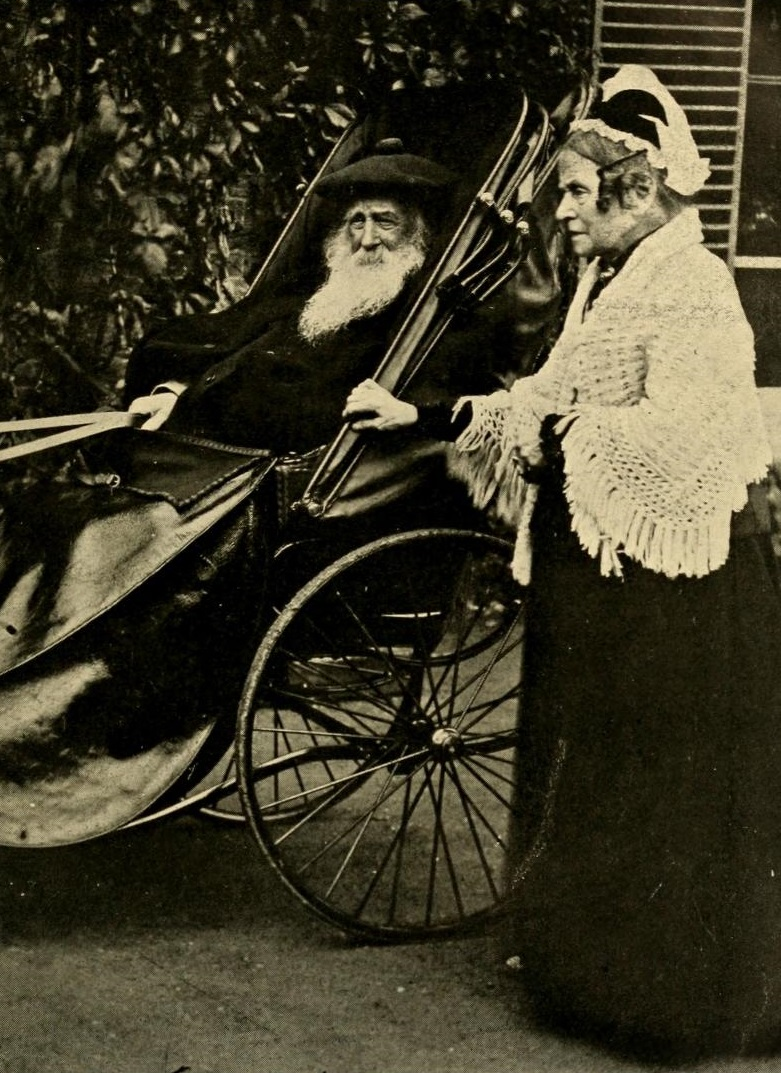
نیوسن و لوئیزا گرت، پدر و مادر الیزابت، در سنین کهنسالی
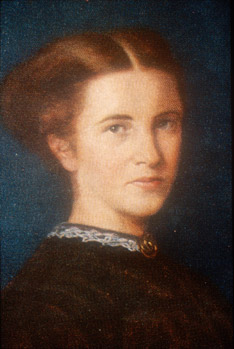
یک پرتره از گرت در دهه ۱۸۶۰
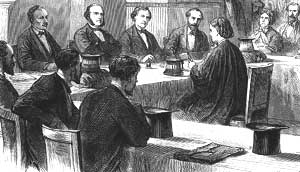
الیزابت گرت اندرسون قبل از دانشکده پزشکی، پاریس
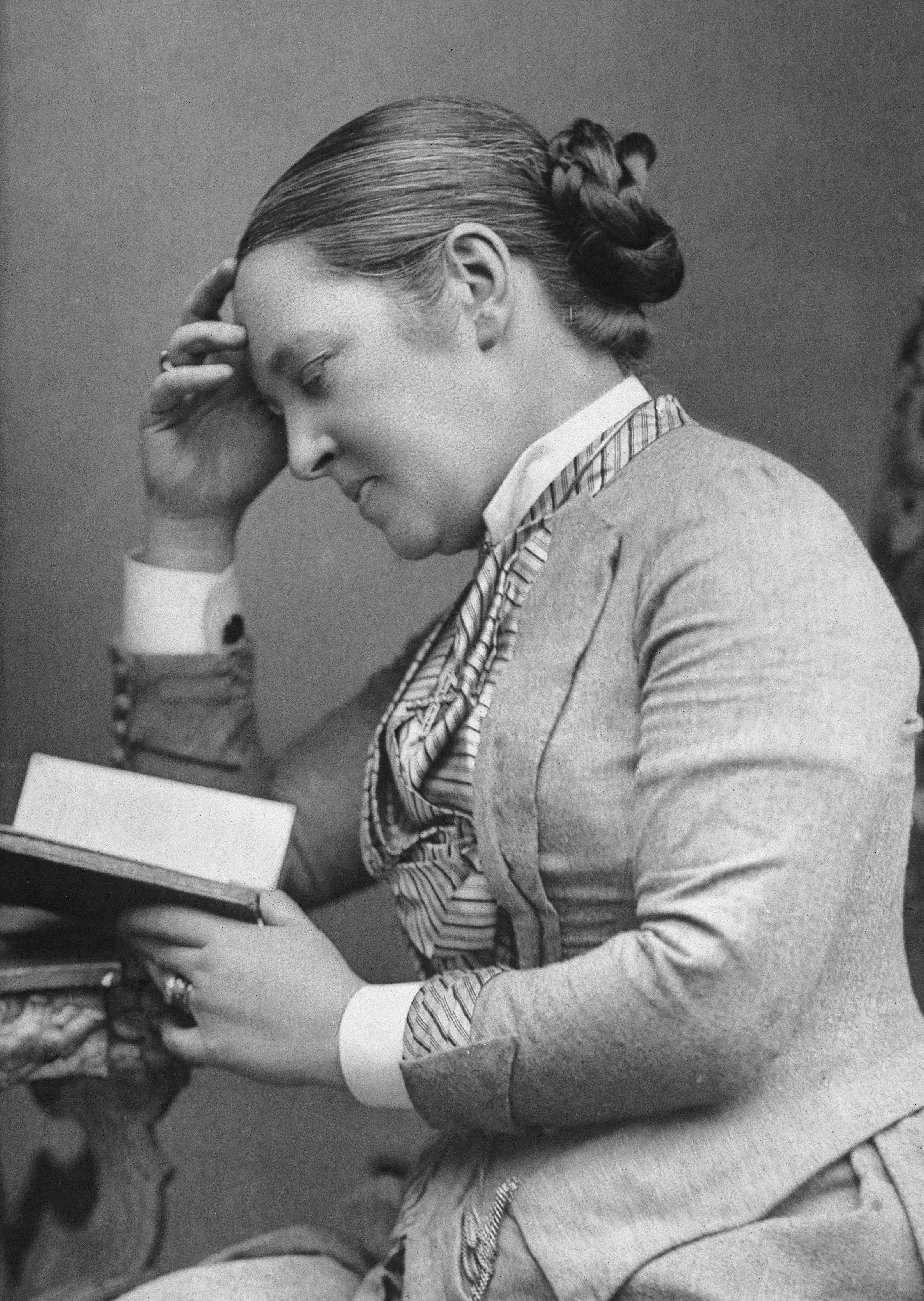
گرت اندرسون حدود ۱۸۸۹
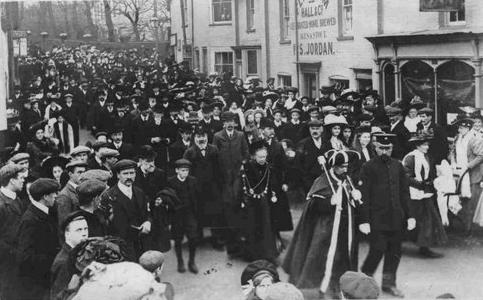
گرت اندرسون در کسوت شهردار ادلبورو، انگلستان، نوامبر ۱۹۰۸
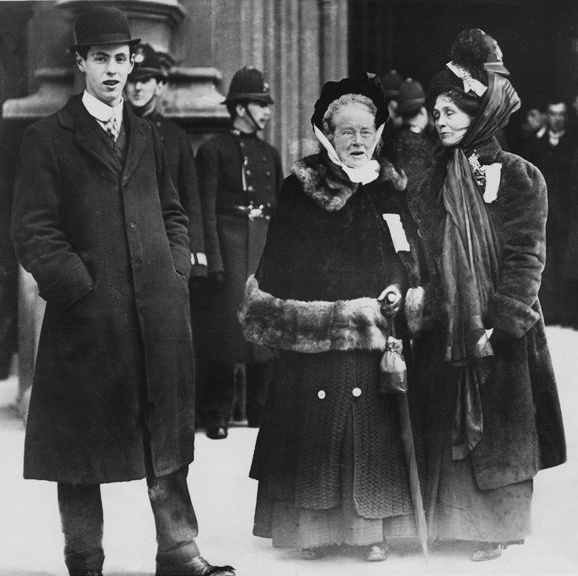
گرت اندرسون با املین پنکهرست در جمعه سیاه، ۱۸ نوامبر ۱۹۱۰
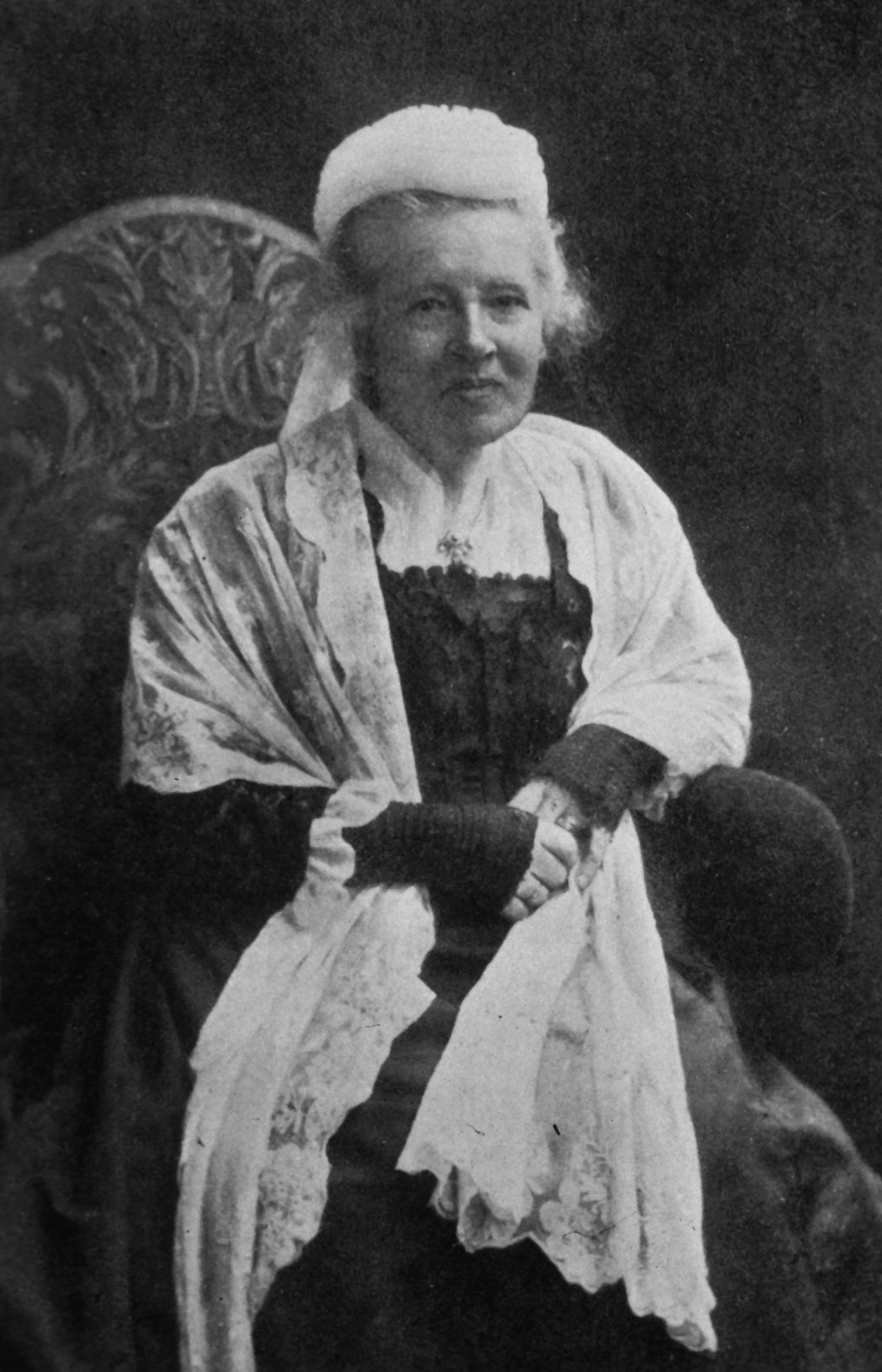
گرت اندرسون
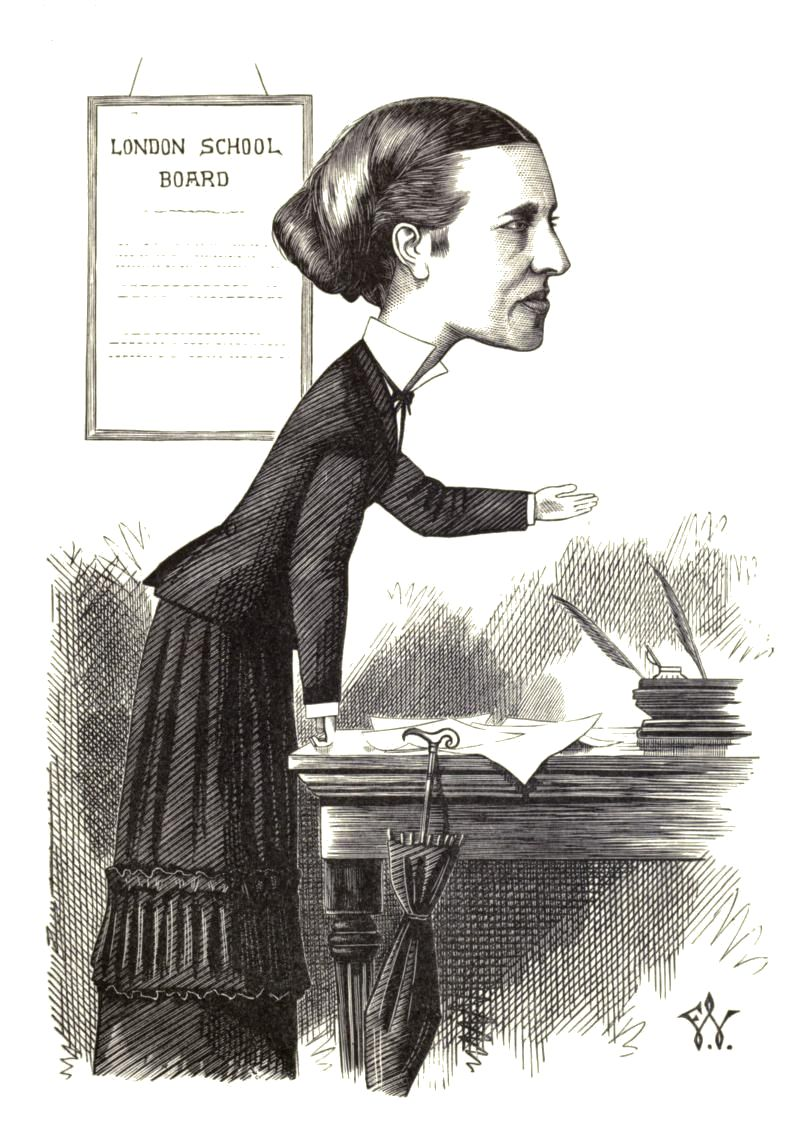
کاریکاتور گرت اندرسون منتشر شده در سال ۱۸۷۲
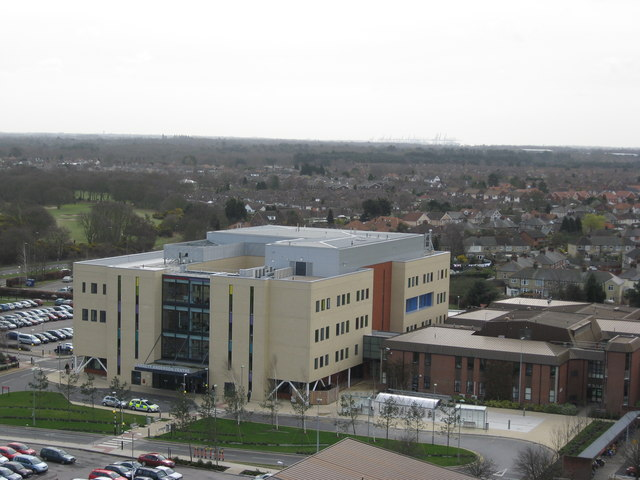
مرکز گرت اندرسون در بیمارستان ایپسوییچ

## درگذشت
الیزابت گرت اندرسون در سال ۱۹۱۷ درگذشت و در کلیسای سنت پیتر و سنت پل، ادلبورو به خاک سپرده شد.

## بزرگداشت
موتور جستجوی گوگل در ۹ ژوئن ۲۰۱۶ به افتخار الیزابت گرت اندرسون در ۱۸۰مین سالروز تولد او گوگل دودل صفحه اصلی خود را در انگلستان تغییر داد.